# Mogi das Cruzes
Mogi das Cruzes este un oraș în São Paulo (SP), Brazilia.

## Legături externe
- en  Official website of Mogi das Cruzes Municipal Government Arhivat în 19 decembrie 2008, la Wayback Machine..
- en  Universidade de Mogi das Cruzes Arhivat în 9 martie 2009, la Wayback Machine.
- en  Universidade Braz Cubas